# Criterio de la primera derivada
Se llama primera derivada al método o teorema utilizado frecuentemente en el cálculo matemático para determinar los mínimos y máximos relativos que pueden existir en una función mediante el uso de la primera derivada o derivada principal, donde se observa el cambio de signo, en un intervalo abierto señalado que contiene al punto crítico {\displaystyle c}.

## Teorema valor máximo y mínimo
"Sea {\displaystyle c} un punto crítico de una función {\displaystyle f} que es continua en un intervalo abierto {\displaystyle I} que contiene a {\displaystyle c}. Si {\displaystyle f} es derivable en el intervalo, excepto posiblemente en {\displaystyle c}, entonces {\displaystyle f(c)} puede clasificarse como sigue." 
1. Si {\displaystyle f'>0} en algún intervalo a la izquierda de {\displaystyle c} y {\displaystyle f'<0} en algún intervalo a la derecha de {\displaystyle c} entonces {\displaystyle f} tiene un máximo relativo en {\displaystyle (c,f(c))}.
2. Si {\displaystyle f'<0} en algún intervalo a la izquierda de {\displaystyle c} y {\displaystyle f'>0} en algún intervalo a la derecha de {\displaystyle c} entonces {\displaystyle f} tiene un mínimo relativo en {\displaystyle (c,f(c))}.
3. Si {\displaystyle f'>0} en ambos lados de {\displaystyle c} o {\displaystyle f'<0} en ambos lados de c entonces {\displaystyle f(c)} no es ni un mínimo ni un máximo relativo.